# My Brother & Me
My Brother & Me è il quarto disco registrato dagli Ying Yang Twins, questo disco è l'edizione remixata del precedente titolo registrato dagli Ying Yang Me & My Brother, a questo disco hanno partecipato noti rapper, tra i quali Fatman Scoop, Lil Jon, Pitbull, Bone Crusher, Jacki-O e Nick Cannon.

## Tracce
1. "Halftime" (Stand Up & Get Crunk!)  (featuring Homebwoi)
2. "Slow Motion" [Remix]  (featuring Juvenile, Wyclef & UTP)
3. "Tank Ya Clothes Off"  (featuring Bone Crusher
4. "Do It"  (featuring Mujicians & Nue Breed)
5. "In Da Club"  (featuring Yonnie)
6. "Me & My Brother" [Remix]  (featuring YoungBloodZ)
7. "Get Crunk Shorty"  (featuring Nick Cannon & Fatman Scoop)
8. "Georgia Dome" [Remix]  (featuring Jacki-O & Fatman Scoop)
9. "Salt Shaker" [Remix]  (featuring Juvenile, Murphy Lee, Lil Jon & Fat Joe)
10. "Salt Shaker" [Extended Remix]  (featuring Juvenile, Murphy Lee, Lil Jon, Fat Joe, Pitbull, Jacki-O & Fatman Scoop)

## DVD
1. "What's Happnin!" [multimedia track]
2. "Salt Shaker" [multimedia track]
3. "Naggin'" [multimedia track]
4. "Performance from the 2004 BET Awards" [multimedia track]
5. "Performance from the WB Presents Pepsi Smash" [multimedia track]
6. "MTV Cribs Appearance"